# The Past and Now
Albums de Stratovarius
Visions
(1997) Visions of Europe
(1998)
The Past and Now est une compilation du groupe finlandais Stratovarius publiée en 1997.

## Liste des titres
| No  | Titre                                                            | Durée |
| --- | ---------------------------------------------------------------- | ----- |
| 1.  | The Hands of Time (Twilight Time)                                | 5:36  |
| 2.  | Future Shock (Fright Night)                                      | 4:34  |
| 3.  | Twilight Time (Twilight Time)                                    | 5:51  |
| 4.  | Chasing Shadows (Dreamspace)                                     | 4:35  |
| 5.  | Dreamspace (Dreamspace)                                          | 5:58  |
| 6.  | Fire Dance Suite (Timo Tolkki's Classical Variations and Themes) | 4:58  |
| 7.  | Against the Wind (Fourth Dimension)                              | 3:49  |
| 8.  | Twilight Symphony (Fourth Dimension)                             | 7:00  |
| 9.  | Will the Sun Rise? (Episode)                                     | 5:07  |
| 10. | Forever (Episode)                                                | 3:08  |
| 11. | Black Diamond (Visions)                                          | 5:45  |
| 12. | The Kiss of Judas (Visions)                                      | 5:56  |